# Piotr z Falkowa
Piotr z Falkowa, zw. Szyrzyk albo Falkowski, herbu Doliwa (ur. ? zm. 6 czerwca 1348 w Awinionie) – biskup krakowski. 
Współpracownik biskupa Jana Grota, wybrany po jego śmierci w sierpniu 1347 przez kapitułę krakowską nowym biskupem. Wyjechał wraz z Bodzentą, ówczesnym dziekanem kapituły krakowskiej, prosić papieża Klemensa VI o zatwierdzenie nominacji. Uzyskał je 12 grudnia 1347 r. Na dworze papieskim występował również jako wysłannik króla Kazimierza Wielkiego. Nowo mianowany biskup krakowski zmarł w wyniku zarazy (epidemia dżumy), która ogarnęła wówczas Europę.